# 鎌倉城
鎌倉城（かまくらじょう）は、現在の神奈川県鎌倉市域にあたる中世鎌倉の地を示す呼称。中世当時の史料に見える言葉だが、その解釈には諸説があり、鎌倉全域を軍事要塞=城郭都市と見なしたとする説のほか、そうではなく源頼朝=源氏の「本拠地」を意味する言葉とする説などがある。

## 「鎌倉城」観の成立
平安時代末期から鎌倉時代初頭にあたる、源氏と平氏が争った治承・寿永の乱（1180年-1185年）の頃、九条兼実の日記『玉葉』の記事として、寿永2年（1183年）10月25日の条に「鎌倉城にいる源頼朝が木曽義仲追討のために兵5万を興し」て、同年11月2日の条に「去月5日に鎌倉城を出発した」とあることが知られている。この記事の「鎌倉城」を、土塁や堀切、切岸などを築いて防御を固めた軍事施設的な「城」の意味で捉え、また鎌倉に現存する人為的な地形改変を城郭的遺構と見て、鎌倉全域を城郭と考える説（または中世人がそう認識していたとする説）が出現した。
城郭史的視点で鎌倉城について触れた初期の研究は、戦前の1937年（昭和12年）の鳥羽正雄による「城郭構造の社会・経済的考察」（『歴史教育12-8』※鳥羽 1980『日本城郭史の再検討』に所収）という。ただし鳥羽は、天然の要害地の中にある鎌倉が「鎌倉城」と一部で呼ばれたものの、明確な城遺構がなく、中世鎌倉には有事の際に防御施設を造ることはあっても、常設的な城郭遺構はなかったとする。
「軍事都市」「城塞都市」的な鎌倉像を印象付けたのは、神奈川県内考古学研究の基礎を築いた赤星直忠の1950年代-1970年代の研究といわれる。
赤星は、古都鎌倉は西・北・東の3方を急峻な山地、南を海（相模湾）という天然の要害が囲み、鎌倉七口と呼ばれる切通しを平時の出入口としているが、有事には封鎖して外部からの敵を迎撃する城塞都市であるとして、旧鎌倉町域から極楽寺地区を除く範囲を「鎌倉城」の範囲とした。その具体的な遺構の例として、鎌倉・逗子市境の丘陵にある名越切通（国史跡）の逗子側800メートルに渡ってみられる「お猿畠の大切岸」という切岸状の岩盤露頭を挙げて、これを北条氏が三浦氏の侵攻に備えて設けたものとした。
赤星による軍事的性格を積極的に評価した鎌倉都市像は、石丸熙による研究でさらに進んで、和田合戦以降、城塞都市としての拡張が図られたと推論された。
1980年（昭和55年）刊行の『日本城郭大系6（千葉・神奈川）』（新人物往来社）も『玉葉』や赤星の論考を引き、鎌倉が当時、地域全体をして城郭と捉えられていたとする。

## 批判的見解と諸説
近年、これについて批判も多くあらわれており、岡陽一郎（岩手県一関市博物館・骨寺村荘園遺跡専門員）は、「切岸」状の岸壁や「堀切」状の尾根開削地、斜面を段切りした「平場」など、鎌倉周囲の山々にあり軍事防衛と関係付けられてきた遺構を考古・史料両面から精査した。その結果、それらは家屋や切通しの道・墓（やぐら）・採石場など幅広い用途の生産遺構である可能性が高く、中世の軍事に直結させるよりも、鎌倉時代～近世（あるいは現代）までを通じて連面と行われてきた一般土地利用の所産とみた方が適切なものが多いとした。名越にある「お猿畠の大切岸」などの地形は、鎌倉時代当時に土地造成や、道路の舗装用に周囲の山の泥岩を破砕したものを多用している事例から、石切（採石）場の痕跡と見るべきとする。実際に「お猿畠の大切岸」は、2002年（平成14年）に行われた逗子市による発掘調査で、14世紀～15世紀代の建物基礎等に使用したと考えられる鎌倉石の石材の石切場だとわかり、切岸説に疑問が付された。
同様の事例としては、JR北鎌倉駅北側の丘陵に広がる「亀井砦跡（鎌倉市遺跡番号No.346）」があり、鎌倉市が策定する遺跡一覧表では遺跡種別を「城館跡」としているが、2000年-2001年（平成12-13年）に行われた発掘調査（台字亀井2018番1外地点）では、丘陵の岩盤から土木・建築石材に使われる鎌倉石を板状にして切り出す作業を行った15世紀代と見られる遺構が約604ヶ所検出され、石切場であったことが確認されている（他に弥生時代中期の竪穴建物群や古墳時代終末の横穴墓群も見つかっている）。
また、横浜市金沢区朝比奈町と鎌倉市十二所とを繋ぐ朝夷奈切通（国史跡）周囲の山々も「朝比奈砦（鎌倉市遺跡番号No.310）」として城塞遺跡とされているが、『太平記』など鎌倉滅亡時の史料には朝夷奈方面（鎌倉北東部）の戦闘の状況やその存在を示す記録がなく、城郭と断定しうる遺構も少ないことから疑問が示されている。
また岡は、「鎌倉城」の記述が治承・寿永期の史料にのみ見られることから、当時の京都にいて、鎌倉を見たことの無い公家たちの考える城郭観（軍事色の強い空間）が反映された言葉とする中澤克昭（上智大学教授）の説を引用して、この戦乱期に源頼朝が本拠とした場所を理念的に指した表現ではないかと推論する。少なくとも軍事要塞的イメージが大きくなりすぎた「鎌倉城」像は再検討した方がよいと指摘する。
なお「お猿畠の大切岸」について、鎌倉市側は現在も「切岸」との位置付けで、石切場と確認した逗子市側は、丘陵を削平しきらず尾根が残っているのは、鎌倉を守る防壁とする意図もあったのかもしれないと、推測の域として述べる。
齋藤慎一は、『玉葉』など中世前期の史料で使われる「城」の語は、用例などから、非常時（戦時）における軍事的要塞を示す「城郭」「要害」とは区別されていると指摘し、三浦氏の衣笠城等の「城」事例と、発掘調査成果も含めた分析から地勢的・空間論的な視点で「城」の語の実像を考察した。そして中世前期段階の「城」とは、武家が自身の屋敷や一族の墓地・寺社・庶子の屋敷などを構えて日常生活の場とした「本拠地」を表す概念であり、『玉葉』の「鎌倉城」とは、防御施設の「城郭」ではなく、1180年（治承4年）に鎌倉入りした源頼朝が、現在の鎌倉市内六浦道付近に構築した「武家の本拠地」の意と解した。
西股総生も、この当時（古代末から中世初期）の史料に見える「城」「城郭」は「謀反人のアジト」のような意味で使われる例が多く、また『吾妻鏡』に見える「城」「城郭」も、常に幕府側から見た討伐対象の施設に対して使われていることから、京都にいる九条兼実が、鎌倉の頼朝たちを治承・寿永の乱勃発当初は反乱勢力（謀反人）と見なし、その本拠地鎌倉を「鎌倉城」と表現したのではないかとした。
中澤克昭は、齋藤慎一が「鎌倉城」=「日常空間も含めた武家の本拠地」という解釈を提示した諸論文や、他諸氏の先行研究を批判的に分析したうえで「鎌倉城」の解釈を検討した。
中澤は、日本における「城」の字義について、
- 城a:都市を囲む壁
- 城b:城壁を巡らした都
- 城c:城壁の有無に関係なく、都・宮都

という、古来に日本列島に伝わってから近代まで用いられている字義に加え、日本列島固有の歴史過程で独自に派生・成立した字義として、
- 城d:古代西日本の朝鮮式山城や、古代東北の対蝦夷戦城柵、政庁など、対外戦争に際して構築され軍事的な機能を与えられた施設・空間

- 城e:古代東北での立郡に先立って村や地域に設定された「臨時的な軍政区」

が存在することを指摘し、「城d・城e」は、ある村や地域・政庁・また寺社などが、戦乱状態に際して兵や軍備が動員され軍事的な機能を帯びた場合に「城」と呼ばれている事例であるとした（男勝村→雄勝城、胆沢之地→胆沢城など）。またこの「城d・城e」に通底する「城」=「軍事的な機能を持つ空間」という観念が、古代以来、京都の公家たちが持ち続けている城郭観であるとした。
この理解の上で「鎌倉城」を検討した場合、現状でこの語は九条兼実の『玉葉』以外の史料では確認されず、また『玉葉』寿永2年（1183年）10月25日の条に始まって元暦元年（1184年）8月21日の条を最後に見えなくなり、すなわち治承・寿永の乱の期間にだけ使われていることから、頼朝が軍を発動して坂東が争乱状態となったことを九条兼実が伝聞で知り、頼朝の本拠たる鎌倉を軍事的な機能を帯びた空間と認識して「鎌倉城」と呼んだと解釈し、これは先に挙げた「城d」の用例に他ならないとした。そして、治承・寿永の乱が終息して以降、都市として発展した鎌倉は「鎌倉城」とは呼ばれなくなったとした。
このように中澤は、当時の「城」は、戦乱状態に際して使われる語であって、齋藤慎一の説く「鎌倉城」=「日常空間も含めた武家（頼朝）の本拠地」という解釈や、竹井英文の説く「鎌倉城」=「都市鎌倉という空間を指す」という解釈は成立しがたいとしている。

## 埋蔵文化財包蔵地の「鎌倉城」
現在の行政上の埋蔵文化財包蔵地（遺跡）としても「鎌倉城」は存在し、鎌倉市が策定する遺跡一覧表では「鎌倉市No.87 鎌倉城」と付番されているが、特定の住所は記載されていない。また、市の遺跡地図では市街中心部（鎌倉地域一帯）はほぼ全域が埋蔵文化財包蔵地化しているが、No.87（鎌倉城）は丘陵周辺など市内の広範囲に設定され、他の固有の遺跡番号・遺跡名が与えられた遺跡同士の間を埋めるように分布しており、山海に囲まれた都市全域を城と見なす赤星直忠以来の理解に近い分布図となっている。
鎌倉市御成町に位置する「鎌倉城」（御成町39番36地点）の発掘調査では、古くから「無量寺」という寺院があった地と伝えられており、2005年（平成17年）-2006年（平成18年）の発掘調査では、方丈と見られる礎石建物跡や庫裏と見られる掘立柱建物跡が検出され、寺院であることが確認された。このほかも数ヵ所で「鎌倉城」の名で発掘調査された地点があるが、発掘結果は墓（やぐら）や用途不明の平場などで、「鎌倉城」の名を冠しつつ城郭遺構が検出されていない地点が多い。